# Opadavý listnatý les

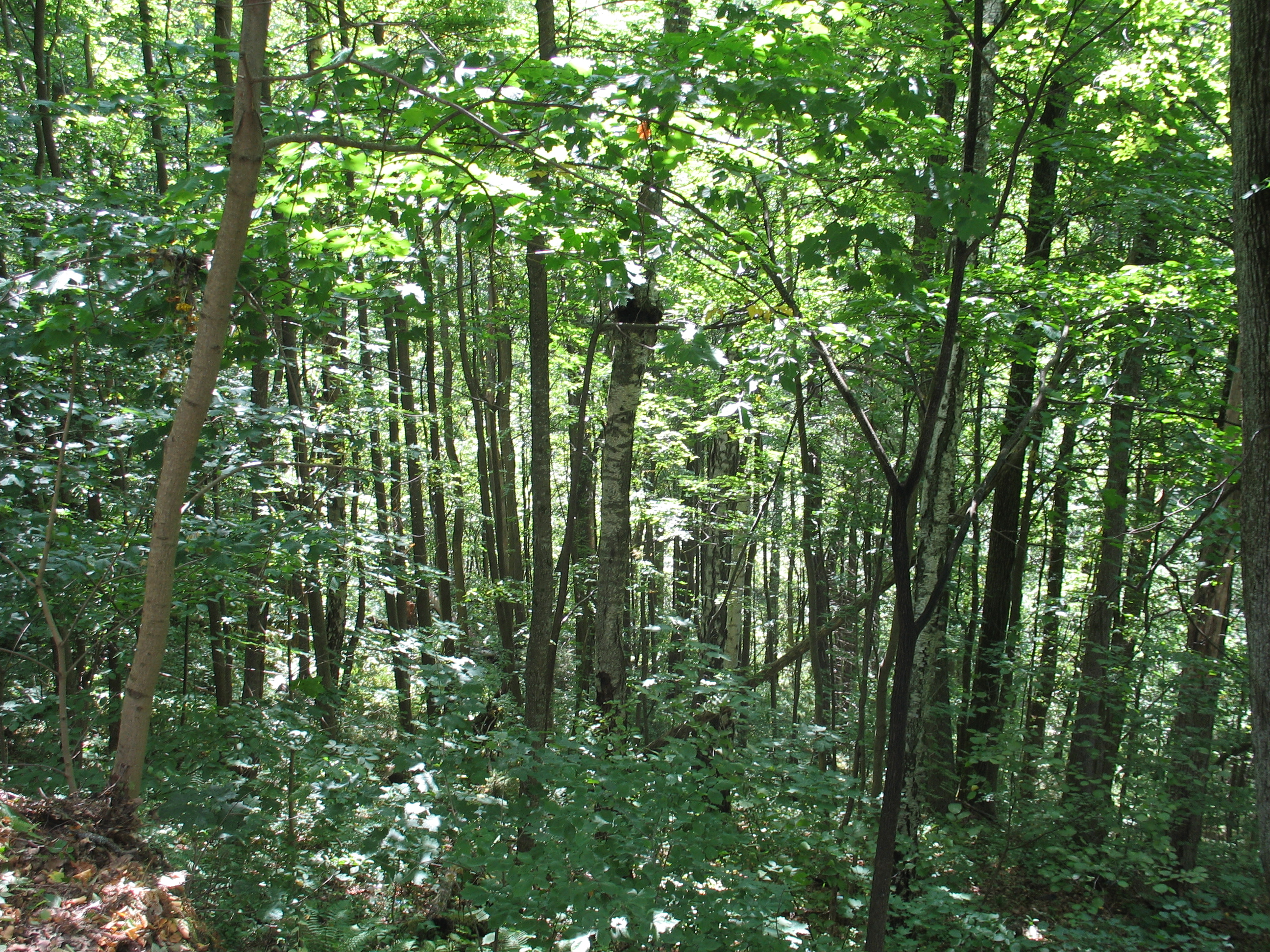
Listnatý les v Litvě

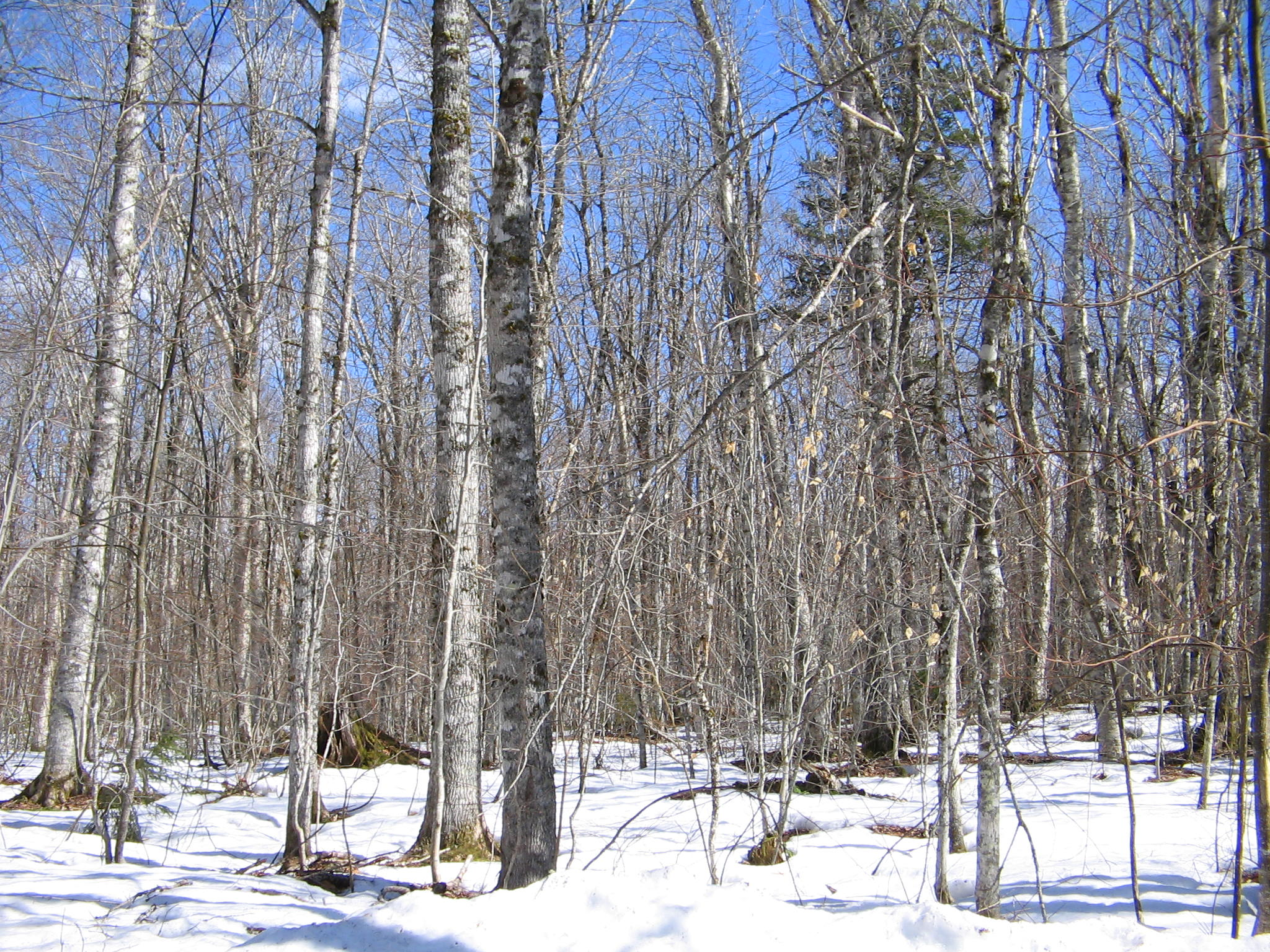
Smíšený les v zimě

Opadavý listnatý les je biom rozkládající se v mírném podnebném pásu především na severní polokouli, "převládají" v něm stromy, které každoročně ztrácejí listy. Vyskytují se v oblastech s teplým vlhkým létem a chladnou zimou. Šest hlavních oblastí tohoto typu lesa se vyskytuje na severní polokouli: Severní Amerika, východní Asie, střední a západní Evropa (kromě Bretaně, Cornwallu, Walesu, Irska a západního Skotska), severní Španělsko, Dánsko, jižní Švédsko, jižní Norsko a na jižní polokouli v Patagonii (Chile a Argentina). Naopak stálezelené lesy mírného pásma se vyskytují v Australasii, na Novém Zélandu a v jižní části Jižní Ameriky (s výjimkou některých oblastí v Chile a Argentině, kde se vyskytují opadavé listnaté lesy), nejsou opadavé jako jejich protějšky na severní polokouli. Příkladem typických opadavých stromů v listnatých lesích severní polokoule jsou dub, javor, habr, buk a jilm, zatímco na jižní polokouli v tomto typu lesa převládají stromy rodu pabuk. Jsou také vázány na vydatné srážky.
Americké listnaté a smíšené lesy mají podobnou skladbu jako lesy euroasijské. Je to následkem změn, které způsobila poslední doba ledová. Před zaledněním rostlo v amerických lesích například mnohem více druhů dubů a buků, které musely před masami ledu ustoupit k jihu.
V listnatých a smíšených lesích je mírné a vlhké podnebí.
Na podzim listí opadává a hromadí se pod stromy. Z listů vzniká humus. Zdejší půdy mají pod černým humusovým horizontem mocný, hnědě zbarvený horizont. Po vykácení lesa jsou úrodné.